# Carlo Guarnieri

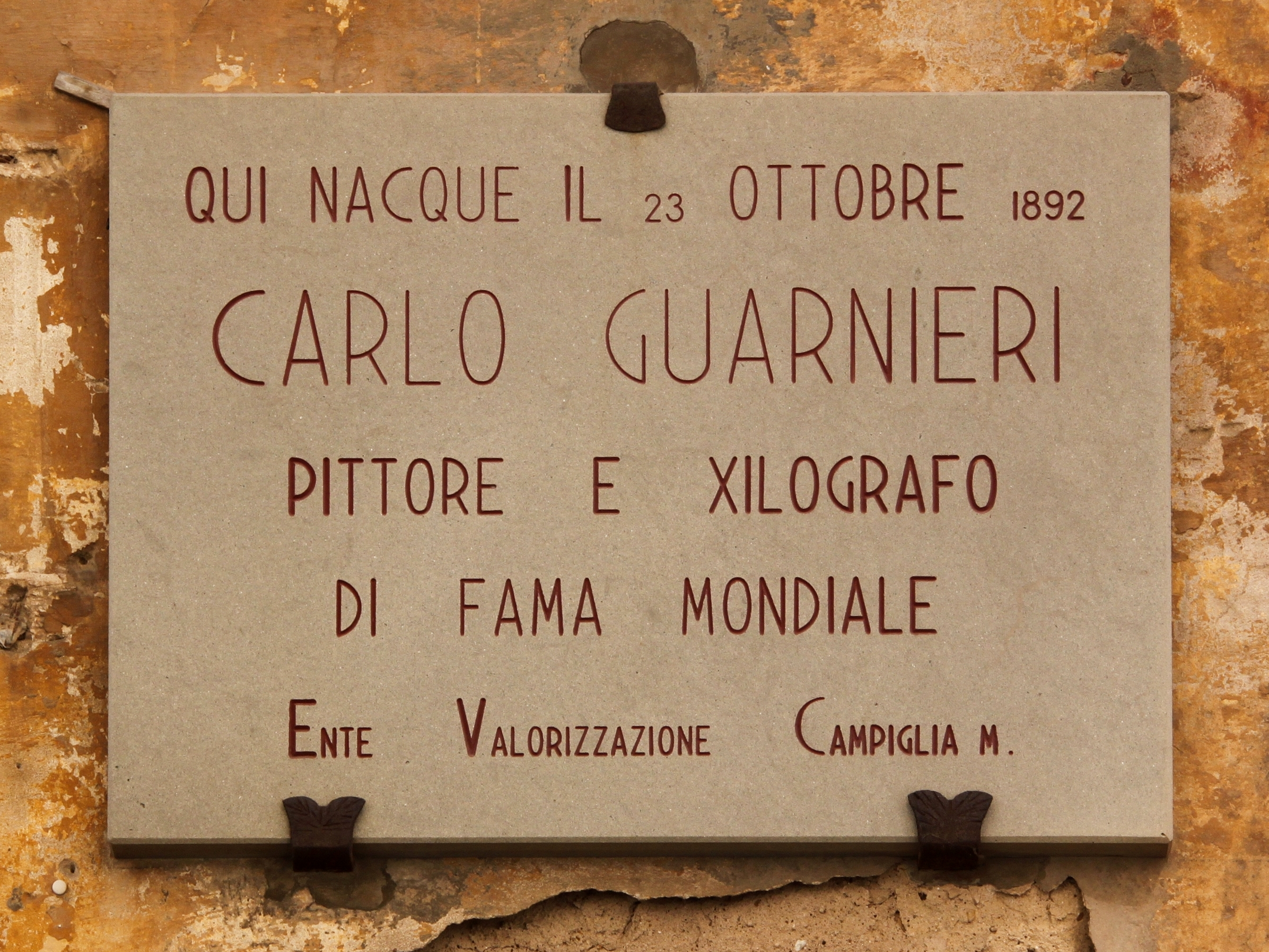
Targa a Carlo Guarnieri, Campiglia Marittima

Carlo Guarnieri (Campiglia Marittima, 23 ottobre 1892 – Grosseto, 1988) è stato un pittore e incisore italiano.

## Biografia
Nella prima giovinezza ebbe l'insegnamento di Egisto Ciappacasse, artista pisano. Successivamente si iscrisse all'Accademia di Belle Arti di Firenze, dove si laureò nel 1915. In quel periodo il suo maestro fu Adolfo De Carolis del quale divenne allievo prediletto.

Come incisore fece parte del 1º gruppo per la rinascita della xilografia in Italia e partecipò alla Esposizione Italiana della xilografia a Levanto del 1912. Sempre con De Carolis conobbe D'Annunzio.
La sua attività non si limitava alla grafica; come pittore, dopo la prima mostra a Firenze nel 1907, fu invitato nel 1914 alla XI Esposizione Internazionale d'Arte di Venezia.
Dovette lasciare Firenze per la grande guerra, durante la quale fu decorato con tre medaglie al merito. Nel 1921 venne invitato alla 1ª biennale Romana e fu presente anche alle successive degli anni 1923-25.
Nel 1923 si trasferì a Torino nello studio di Tovez, qui trovò un grande amico di Felice Carena.
Una sua xilografia del 1925, intitolata Il capo, ritrae Benito Mussolini, attorniato dai fasci littori; l'opera è conservata presso il MAGI '900 - Museo delle eccellenze artistiche e storiche.
Nel 1927 divenne socio ad honorem dell'Associazione pittori e scultori di Madrid.
Chiusa la parentesi torinese si trasferì a Roma dove lavorò molti anni a fianco di amici come Sartorio, Selva, Marinetti, Arturo Martini ecc.
Dopo la seconda guerra mondiale ritornò in Toscana.
Diresse insieme a Pilade Giorgettil a libera Accademia Trossi Uberti di Ardenza dal 1953 al 1964 durante la presidenza di Ettore Borra.
Morì all'età di 96 anni, nel 1988, all'ospedale di Grosseto. Ha dipinto e disegnato fino alla morte nella sua villa di campagna presso Campiglia Marittima. Proprio nel suo paese natale nel 2013 è stata inaugurata la Mostra permanente Carlo Guarnieri, allestita nelle sale di Palazzo Pretorio.

## Mostre
In tanti anni di attività, numerosi sono stati e continuano ad essere i riconoscimenti da parte della critica e della stampa. Ha esposto in numerose città: Roma, Milano, Venezia, Firenze, Parigi, Londra, Tokio, Madrid, Bruxelles.